# Diez días que estremecieron el mundo
Diez días que estremecieron el mundo o Diez días que conmovieron al mundo (Ten Days that Shook the World, en el original inglés) es un libro del periodista estadounidense John Reed, publicado en 1919, que realiza la crónica testimonial de los acontecimientos de la Revolución Rusa de octubre de 1917. Fue traducido al español por primera vez en 1959, simultáneamente en Argentina y México, por Ángel Pumarega para la editorial Altatorre y Carmelo Saavedra para la editorial Grijalbo, respectivamente.
Reed, quien compartía los ideales comunistas de los revolucionarios, estuvo presente en Rusia durante los acontecimientos y realizó un relato «panorámico», tratando de abarcar el mayor número posible de los actores que intervinieron en la revolución.
El libro ha sido considerado por la Universidad de Nueva York como el séptimo trabajo periodístico estadounidense del siglo XX, en una lista de los cien mejores. El director del proyecto Mitchell Stephens sintetizó la obra de Reed en estos términos:

Quizás el trabajo más controvertido de la lista sea el séptimo, el libro de John Reed, "Diez días que conmovieron al mundo", reportando la Revolución de Octubre en Rusia en 1917. Sí, como lo han señalado críticos conservadores, Reed era un militante. Sí, los historiadores lo harían mejor. Pero esta ha sido probablemente la historia periodística más influyente del siglo, y Reed estaba ahí, y Reed podía escribir. La magnitud del evento cubierto periodísticamente y la calidad de la escritura fueron otros importantes estándares que tomamos en consideración.
Perhaps the most controversial work on our list is the seventh, John Reed’s book, “Ten Days That Shook the World,” reporting on the October revolution in Russia in 1917. Yes, as conservative critics have noted, Reed was a partisan. Yes, historians would do better. But this was probably the most consequential news story of the century, and Reed was there, and Reed could write. The magnitude of the event being reported on and the quality of the writing were other important standards in our considerations.